# エルンスト・アウグスト1世 (ザクセン＝ヴァイマル＝アイゼナハ公)

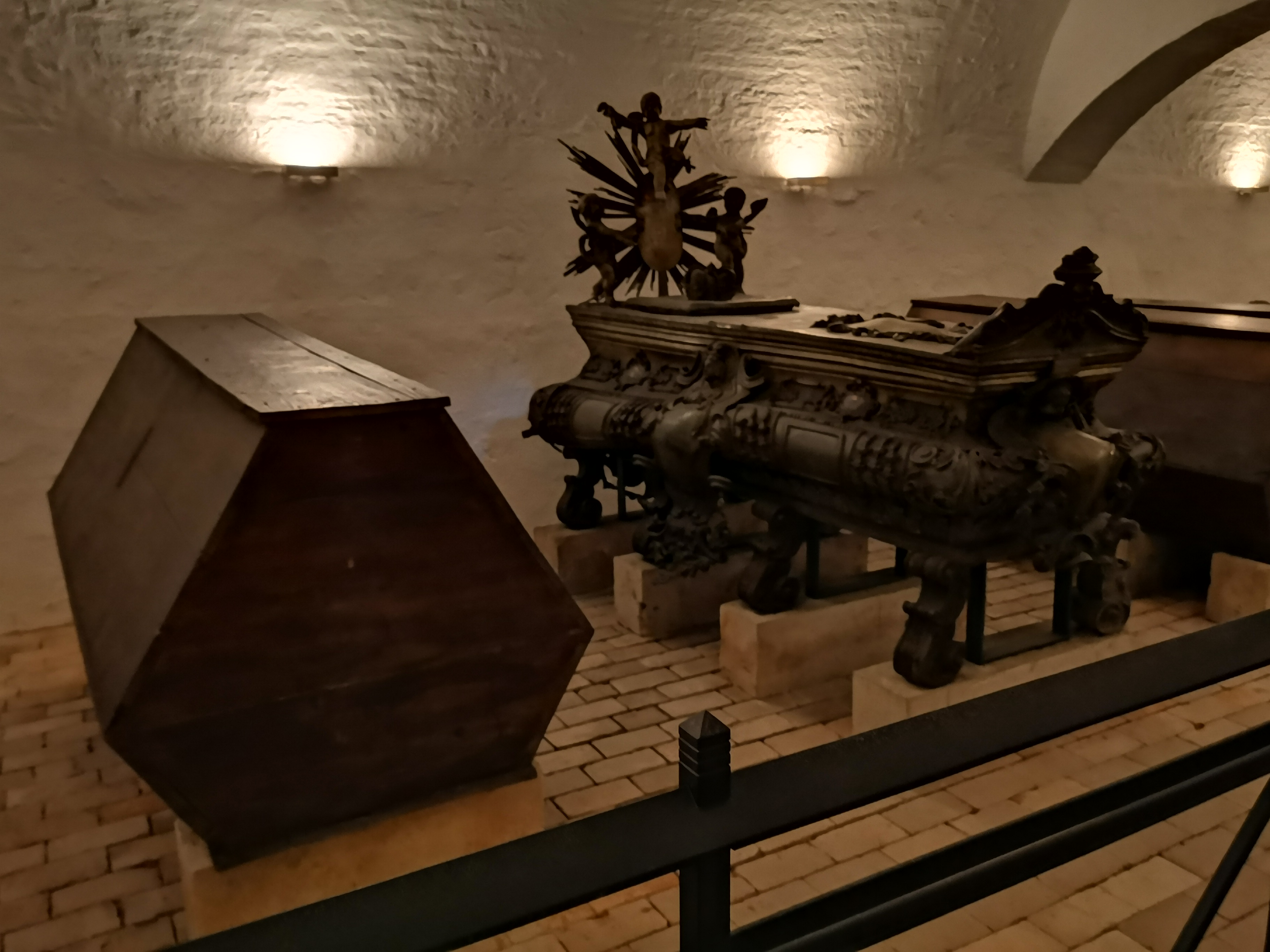
エルンスト・アウグスト1世の棺

エルンスト・アウグスト1世（ドイツ語：Ernst August I., 1688年4月19日 - 1748年1月19日）は、ザクセン＝ヴァイマル公（在位：1707年 - 1748年）およびザクセン＝アイゼナハ公（在位：1741年 - 1748年）。

## 生涯
エルンスト・アウグスト1世は、ザクセン＝ヴァイマル公ヨハン・エルンスト3世とその最初の妃ゾフィー・アウグステ・フォン・アンハルト＝ツェルプストの息子である。
エルンスト・アウグスト1世は1706年ごろにイェーナ大学に移り、フランソワ・ルーからフランス語で教育を受けた。1707年、エルンスト・アウグスト1世は、父の死後に伯父ヴィルヘルム・エルンストとともに公国を共同で統治することとなった。しかし、伯父は生存中は政権を掌握しており、エルンスト・アウグスト1世が公国の統治に関与することはほとんどなかった。伯父が1728年に亡くなるまで、エルンスト・アウグスト1世はザクセン＝ヴァイマルを統治権を行使することはなかった。
エルンスト・アウグスト1世は壮麗なものを愛するバロック君主であったため、その放蕩により公国は財政破綻に陥った。エルンスト・アウグスト1世は友人の財産に目を付け、その友人を理由もなく投獄し、公爵に財産を譲渡する署名をするか多額の身代金を支払った後にのみ釈放することで有名となった。しかし、被害者の多くはこれに我慢できず、ウィーンの帝国議会とヴェッツラーの帝国裁判所に公爵を訴えた結果、勝訴した。裁判は何年にもわたって続き、公国の財政破綻を招いた。これに加え軍事費と建物費が嵩んだ。公爵は常備軍を維持していたが、その規模は小国の人口と財源に不釣り合いなものであった。兵士はザクセン選帝侯や皇帝に雇われることとなった。エルンスト・アウグスト1世が建設または拡張公子を行った20の宮殿の中には、ヴァイマル近郊のベルヴェデーレ宮殿やドルンブルクのロココ宮殿などの重要なものがあったが、すべてを維持することはできなかった。また、狩猟（死の際には1,100頭の犬と373頭の馬が残された）と女性に情熱を傾けた。公爵は2人の高貴な女性と3人のブルジョアの女性と関係を持った。
エルンスト・アウグスト1世は、1716年にアンハルト＝ケーテン侯エマヌエル・レプレヒトの娘エレオノーレ・ヴィルヘルミーネと結婚した。エルンスト・アウグストはヨハン・ゼバスティアン・バッハが所属する自身の楽団をニーンブルク（ザーレ）で行われる結婚式に伴い、バッハが花嫁の兄弟で将来の主となるレオポルト・フォン・アンハルト＝ケーテンに会ったのもこのときであった。と結婚した。エレオノーレ・ヴィルヘルミーネとの間には嗣子ヨハン・ヴィルヘルムが生まれた。
エレオノーレ・ヴィルヘルミーネの死後、当初はエルンスト・アウグスト1世は再婚せず、愛妾らとの関係を続けた。しかし嗣子ヨハン・ヴィルヘルムが1732年に亡くなると、公家の断絶を防ぐため跡継ぎが必要となり、結婚相手を探すこととなった。1734年、エルンスト・アウグストは最終的にブランデンブルク＝バイロイト辺境伯ゲオルク・フリードリヒ・カールの娘ゾフィー・シャルロッテ・アルベルティーネと結婚した。そして1737年に世継エルンスト・アウグスト・コンスタンティンが生まれた。
1741年、ザクセン＝アイゼナハ公家がヴィルヘルム・ハインリヒの死により断絶し、アイゼナハが再びザクセン＝ヴァイマル公家のものとなった。エルンスト・アウグストの数少ない有益な決定の1つは、ザクセン＝ヴァイマル家において長子相続（1724年に皇帝カール6世により承認された）を確固たるものにしたことであった。1741年から公国はザクセン＝ヴァイマル＝アイゼナハと呼ばれ、ナポレオンの混乱時代まで続く公領の形が成立した。この公国はヴァイマルとアイゼナハの2つの主要な居所を囲む2つの大きな領域で構成されていたが、これらの領域は隣接しておらず、その間に小さな他の領地がいくつか挟まれていた。
ザクセン＝アイゼナハを獲得した後、狩猟に夢中になったエルンスト・アウグストは、アイゼナハが狩猟に適していると考えたため、ほとんどの時間をアイゼナハで過ごした。エルンスト・アウグストはヴァイマルのベルヴェデーレ宮殿に世継エルンスト・アウグストを残し、侍従長が世継の世話をした。エルンスト・アウグストが息子の世話をすることはめったになく、せいぜい息子の教育に関しアイゼナハから書面で指示を送った程度であった。世継エルンスト・アウグストは1743年に父親に会ったのが最後で、公爵が1748年に亡くなるまで再び会うことはなかった。
エルンスト・アウグスト1世はザクセン＝ヴァイマルにおいて絶対王政を確立させようとした。公爵の諮問機関としての枢密院は解散された。フランスの体制では、政治的決定は「内閣で」行われた。エルンスト・アウグスト1世は高官に相談した後、私室で決定を下した。 1746年にアイゼナハの諸領地は、公爵が諸領地の伝統的な権利を侵害し続けていることを非難する覚書を公爵に提出した。これは絶対主義の導入が抵抗にあったことを示しており、絶対主義者エルンスト・アウグスト1世でさえ独裁的な統治を完全に実施することはできなかったのである。エルンスト・アウグスト1世の死により、君主とアイゼナハの対立の悪化は回避された。
エルンスト・アウグスト1世の死により、経済的に破綻した公国と未成年の公爵が残された。
エルンスト・アウグスト1世の棺は、ヴァイマルにある公家の霊廟に安置されている。

## 子女
アンハルト＝ケーテン侯エマヌエル・レプレヒトの娘エレオノーレ・ヴィルヘルミーネより以下の子女が生まれた。
- ヴィルヘルム・エルンスト（1717年 - 1719年）
- ヴィルヘルミーネ・アウグステ（1717年 - 1752年）
- ヨハン・ヴィルヘルム（1719年 - 1732年）
- シャルロッテ・アグネサ（1720年 - 1724年）
- エルネスティーネ・アルベルティーネ（1722年 - 1769年） - 1756年にシャウムブルク＝リッペ伯フィリップ2世と結婚
- ベルンハルディネ・クリスティアネ・ゾフィー（1724年 - 1757年） - 1744年にシュヴァルツブルク＝ルードルシュタット侯ヨハン・フリードリヒと結婚
- エマヌエル・フリードリヒ（1725年 - 1729年）

1734年4月7日にバイロイトにおいて、ブランデンブルク＝バイロイト辺境伯ゲオルク・フリードリヒ・カールの娘ゾフィー・シャルロッテ・アルベルティーネと結婚し、以下の子女が生まれた。
- カール・アウグスト（1735年 - 1736年）
- エルンスト・アウグスト2世コンスタンティン（1737年 - 1758年） - ザクセン＝ヴァイマル＝アイゼナハ公
- エルネスティーネ・アウグステ・ゾフィー（1740年 - 1786年） - 1758年にザクセン＝ヒルトブルクハウゼン公エルンスト・フリードリヒ3世と結婚
- エルンスト・アドルフ（1742年 - 1743年）

以下の庶子がいる。
- エルネスティーネ・アウグステ・ヴィルヘルミーネ（1730年 - 1772年） - ブレン女男爵[1]。クリスティアン・ハインリヒ・ヴィルヘルム・フォン・フォス（1730年 - 1771年）と結婚[2]

フリーデリケ・フォン・マルシャルとの間に以下の庶子がいる。
- エルンスト・フリードリヒ（1731年 - 1810年） - 1804年よりブレン男爵